# Castell de Dunster

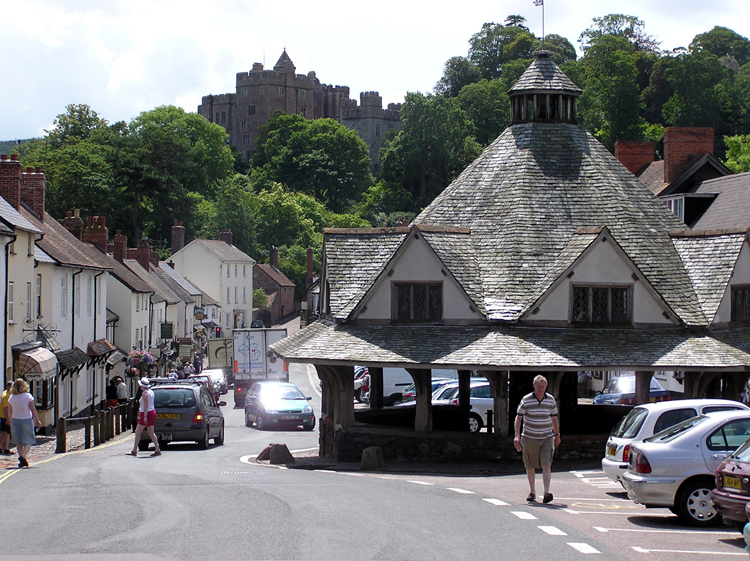
El poble i el castell de Dunster

El castell de Dunster és la casa històrica de la família Luttrell des de 1376, situada a la petita ciutat de Dunster, Somerset, a Anglaterra. El coronel Sir Walter Luttrell va donar el castell i una bona part del seu contingut a la National Trust el 1976.
La seva existència sobre el Tor es remunta a més de 1000 anys. El Domesday Book n'enregistra un en aquesta localització abans de 1066.

## Història
El castell de Dunster és un antic castell de mota i pati, actualment casa de camp, al poble de Dunster, Somerset, Anglaterra. El castell es troba al cim d'un turó escarpat anomenat Tor, i ha estat fortificat des del final del període anglosaxó. Després de la conquesta normanda d'Anglaterra al segle XI, William de Mohun va construir un castell de fusta al lloc com a part de la pacificació de Somerset. A principis del segle XII es va construir una fortificació de pedra a la torre, i el castell va sobreviure a un setge durant els primers anys de l'anarquia d'Anglaterra. A finals del segle XIV els de Mohun van vendre el castell a la família Luttrell, que va continuar ocupant la propietat fins a finals del segle xx.
El castell fou ampliat diverses vegades per la família Luttrell durant els segles XVII i XVIII; van construir una gran casa pairal dins del barri inferior del castell l'any 1617, i aquesta va ser modernitzada, primer durant la dècada de 1680 i després durant la de 1760. Les muralles del castell medieval van ser majoritàriament destruïdes arran del setge del castell de Dunster al final de la Primera Guerra Civil anglesa, quan el Parlament va ordenar que les defenses fossin menystingudes per evitar-ne un ús posterior. A les dècades de 1860 i 1870, l'arquitecte Anthony Salvin va ser contractat per remodelar el castell per adaptar-se als gustos victorians; aquesta obra va canviar àmpliament l'aspecte de Dunster per fer-lo semblar més gòtic i pintoresc.
Després de la mort d'Alexander Luttrell el 1944, la família no va poder pagar els drets de mort de la seva finca. El castell i les terres circumdants es van vendre a una empresa immobiliària, i la família va continuar vivint al castell com a arrendataris. Els Luttrell van comprar el castell el 1954, però el 1976 el coronel Walter Luttrell va cedir el castell de Dunster i la major part del seu contingut al National Trust, que l'explota com a atracció turística. És un monument classificat i planificat al Regne Unit